# باث (دائرة انتخابية في المملكة المتحدة)
باث (بالإنجليزية: Bath)‏ هي إحدى الدوائر الانتخابية في المملكة المتحدة الممثلة في مجلس العموم في برلمان المملكة المتحدة.
عضو البرلمان الذي يمثلها حالياً هو :Mr Don Foster (LD).